# Phisidia rubrolineata
Phisidia rubrolineata är en ringmaskart som beskrevs av Hartmann-Schröder och Rosenfeldt 1989. Phisidia rubrolineata ingår i släktet Phisidia och familjen Terebellidae. Inga underarter finns listade i Catalogue of Life.